# Jacqueline Castel
Jacqueline Castel es una directora de cine, guionista y curadora francesa y canadiense nacida en Estados Unidos y radicada en la ciudad de Nueva York. Su primer largometraje, My Animal, protagonizado por Bobbi Salvör Menuez y Amandla Stenberg, se estrenó mundialmente en el Festival de Cine de Sundance en 2023 y fue estrenado en cines por Paramount.
Castel ha escrito y dirigido para autores consagrados como John Carpenter y Jim Jarmusch, y ha colaborado con David Lynch. Es directora interna del sello discográfico Sacred Bones Records, y ha dirigido vídeos musicales para Alan Vega, Zola Jesus, The Soft Moon, y Pharmakon.

## Primeros años de vida
Castel se mudó a la ciudad de Nueva York para asistir a la Escuela de Cine de la Universidad de Nueva York y trabajó en Kim's Video and Music en el East Village. Conoció al fundador de Sacred Bones Records, Caleb Braaten, mientras presentaba un programa en WNYU Radio, y comenzó a dirigir videos musicales para el sello.

## Carrera
En 2011, la revista Fader nombró a Castel "Directora de videos a tener en cuenta" por su trabajo en videos musicales. En 2012, lanzó el primer cortometraje Twelve Dark Noons como el primer lanzamiento cinematográfico del sello Sacred Bones, que se estrenó en South by Southwest. Su cortometraje documental de 2014, 13 Torches For A Burn, se centró en la escena musical underground danesa contemporánea y destacó a la banda punk Iceage. El cortometraje de Castel, The Puppet Man, se estrenó mundialmente en el Festival de Cine de Sundance en 2016 y contó con el debut actoral de la modelo Crystal Renn.
En 2016, Castel comenzó a trabajar como directora en el largometraje documental A Message from the Temple, sobre Thee Temple Ov Psychick Youth, con la cantante experimental y artista de performance inglesa Genesis P-Orridge. Castel presentó imágenes de la película en progreso en 2020 en Anthology Film Archives y en 2022 en "Breyer P-Orridge: We Are But One" en Pioneer Works, la primera00 retrospectiva póstuma del trabajo del artista.
En 2017 coescribió un thriller erótico con Sasha Grey.
En 2018, Castel colaboró con David Lynch en el cortometraje "Curtains Up", una adaptación de su libro, Catching the Big Fish sobre Meditación Trascendental . Se estrenó en el Festival of Disruption de Lynch.
En 2020, Castel dirigió el cortometraje documental "The Mother Stone", un retrato del actor y músico Caleb Landry Jones. En 2021, lanzó el cortometraje “A Slice of a Dream”, con Jones y su pareja, la artista Katya Zvereva.
En 2023, dirigió la película de terror romántico My Animal, a partir de un guion escrito por Jae Matthews del grupo electrónico Boy Harsher.

## Vida personal
Castel es la nieta del profesor de derecho francés y canadiense Jean-Gabriel Castel. Es compañera del escritor e historiador Mitch Horowitz.

## Videos musicales
Castel ha dirigido las siguientes obras:
- Alan Vega - "Nike Soldier"[10]
- Blank Dogs - "Setting Fire To Your House"[32]
- Caleb Landry Jones - "The Loon"[33]
- Gary War - "Highspeed Drift"[34]
- Getting The Fear - "Against the Wind"[35]
- Jim Jarmusch & Jozef van Wissem - "Etimasia"[36]
- Moon Duo - "Killing Time"[37]
- Naked on the Vague - "Clock of 12's"[38]
- Pharmakon - "Bestial Burden"[39]
- Pharmakon - "Devour"[40]
- Pop. 1280 - "Bodies In The Dunes"[41]
- Pop. 1280 - "Step Into The Grid"[42]
- The Soft Moon - "Insides"[12]
- Zola Jesus - "Clay Bodies"[43]
- Zola Jesus - "Exhumed"[44]
- Zola Jesus - "Nail"[45]
- Zola Jesus - "Night"[46]
- Zola Jesus - "Sea Talk"[47]
- Zola Jesus - "Seekir"[48]
- Zola Jesus - "Vessel"[49]
- Uniform - "Dispatches From The Gutter"[50]
- U.S. Girls - "Red Ford Radio"[51]